# 愛の証
愛の証（原題：Beware My Love）は、1976年にウイングスが発表した楽曲。

## 概要
アルバム随一の、唯一のロックナンバー。セッションで最初に取り上げられた曲である。

アルバムでは前曲である「僕のベイビー」とアコーディオンの旋律で連結されている。

この曲は、大きく分けて二つのパートで成り立っている。最初はリンダがボーカルをとるアコースティックなパート、そして1分半頃にポールがボーカルをとるパートが始まり、ここで曲は大きく色を変えてハードロック全開になる。なお、ライヴバージョンでは前者のパートは省略され、曲の最初からポールのボーカルで始まる。そのバージョンはライヴ盤「ウイングス・オーヴァー・アメリカ」に収録された。
レッド・ツェッペリンのジョン・ボーナムがドラムスで参加したバージョンが存在しており、その音源は2014年に発売になったポール・マッカートニー・アーカイブ・コレクションの「スピード・オブ・サウンド」にてボーナストラックとして収録された。